# Вазісубані (Ґурджаанський муніципалітет)
Вазісубані (груз. ვაზისუბანი) — село в Грузії.
За даними перепису населення 2014 року в селі проживає 2862 особи.